# North Heath
North Heath – osada w Anglii, w hrabstwie West Sussex, w dystrykcie Horsham. Leży 27 km na północny wschód od miasta Chichester i 64 km na południowy zachód od Londynu.